# Västrums församling
Västrums församling var en församling i Linköpings stift inom Svenska kyrkan i Västerviks kommun. Församlingen uppgick 1 januari 2006 i Gladhammar-Västrums församling.
Församlingskyrka var Västrums kyrka.

## Administrativ historik
Församlingen bildades 1622 som en kapellförsamling till Gladhammars församling och fortsatte som sådan till 1 augusti 1879 då församlingen till 2006 var annexförsamling i pastoratet Gladhammar och Västrum, som 1962 utökades med Törnsfalls församling. Församlingen uppgick 1 januari 2006 i Gladhammar-Västrums församling.
Församlingskod var 088304.

## Organister och klockare
| Verksam   | Namn                   | Levnadstid | Övrigt                |
| --------- | ---------------------- | ---------- | --------------------- |
| 1760–1768 | Erik Kastman           | 1737–      | Klockare              |
| 1768–1798 | Daniel Melin           | 1743–      | Klockare              |
| 1801–1820 | Fredrik Fagerström     | 1780–1820  | Klockare              |
| 1820–1863 | Johan Solfeldt         | 1788–1863  | Klockare              |
| 1863–1873 | Nils Fredrik Blohmberg | 1827–1873  | Organist och klockare |
| 1874–1895 | Abraham Oscar Lindgren | 1845–      | Organist och klockare |